# Krautergersheim
 Krautergersheim (en alsacià Krüterrische) és un municipi francès, situat a la regió del Gran Est, al departament del Baix Rin. L'any 1999 tenia 1.590 habitants.
Forma part del cantó d'Obernai, del districte de Sélestat-Erstein i de la Comunitat de comunes del Pays de Sainte-Odile.

## Demografia
| 1962  | 1968  | 1975  | 1982  | 1990  | 1999  |
| ----- | ----- | ----- | ----- | ----- | ----- |
| 1.070 | 1.086 | 1.043 | 1.303 | 1.388 | 1.590 |

## Administració
| Període | Identitat   | Partit |
| ------- | ----------- | ------ |
| 2007-   | Joseph Lotz |        |